# أماوري
كارفاليو دي أوليفيرا اماوري، هو لاعب برزايلي، يحمل جنسية إيطالية اختار أن يلعب مع المنتخب الإيطالي بدل البرازيلي، وكان يلعب مع اليوفنتوس بعد انتقاله إليه موسم 08-09 صيفا من نادي باليرمو.

## وصلات خارجية
- أماوري على موقع الاتحاد الأوربي (الإنجليزية)
- أماوري على موقع قاعدة بيانات كرة القدم.إي يو (الإنجليزية)
- أماوري على موقع ناشيونال فوتبول تيمز (الإنجليزية)
- أماوري على موقع Soccerbase.com (لاعب) (الإنجليزية)
- أماوري على موقع Soccerway.com (الإنجليزية)
- أماوري على موقع عالم كرة القدم.نت (الإنجليزية)
- أماوري على موقع AS.com (الإسبانية)